# Mesochorus bicinctus
Mesochorus bicinctus är en stekelart som beskrevs av Schwenke 1999. Mesochorus bicinctus ingår i släktet Mesochorus och familjen brokparasitsteklar. Inga underarter finns listade i Catalogue of Life.